# Habronema
Habronema este un gen de nematode din familia Habronematidae, care parazitează, în forma sa adultă, în stomacul cabalinelor, unde produc ouă care sunt eliminate în mediul extern prin fecale; ouăle sunt ingerate de larvele unor muște și ajung astfel în corpul acestora, muștele depun larvele pe pielea sau pe mucoasa conjunctivală a cabalinelor, provocând o afecțiune a lor, numită habronemoză.